# Black Bay Peninsula
Black Bay Peninsula är en halvö i Kanada.   Den ligger i provinsen Ontario, i den sydöstra delen av landet, 1 000 km väster om huvudstaden Ottawa.
I omgivningarna runt Black Bay Peninsula växer i huvudsak blandskog. Trakten runt Black Bay Peninsula är nära nog obefolkad, med mindre än två invånare per kvadratkilometer.